# Phong trào Đồng khởi

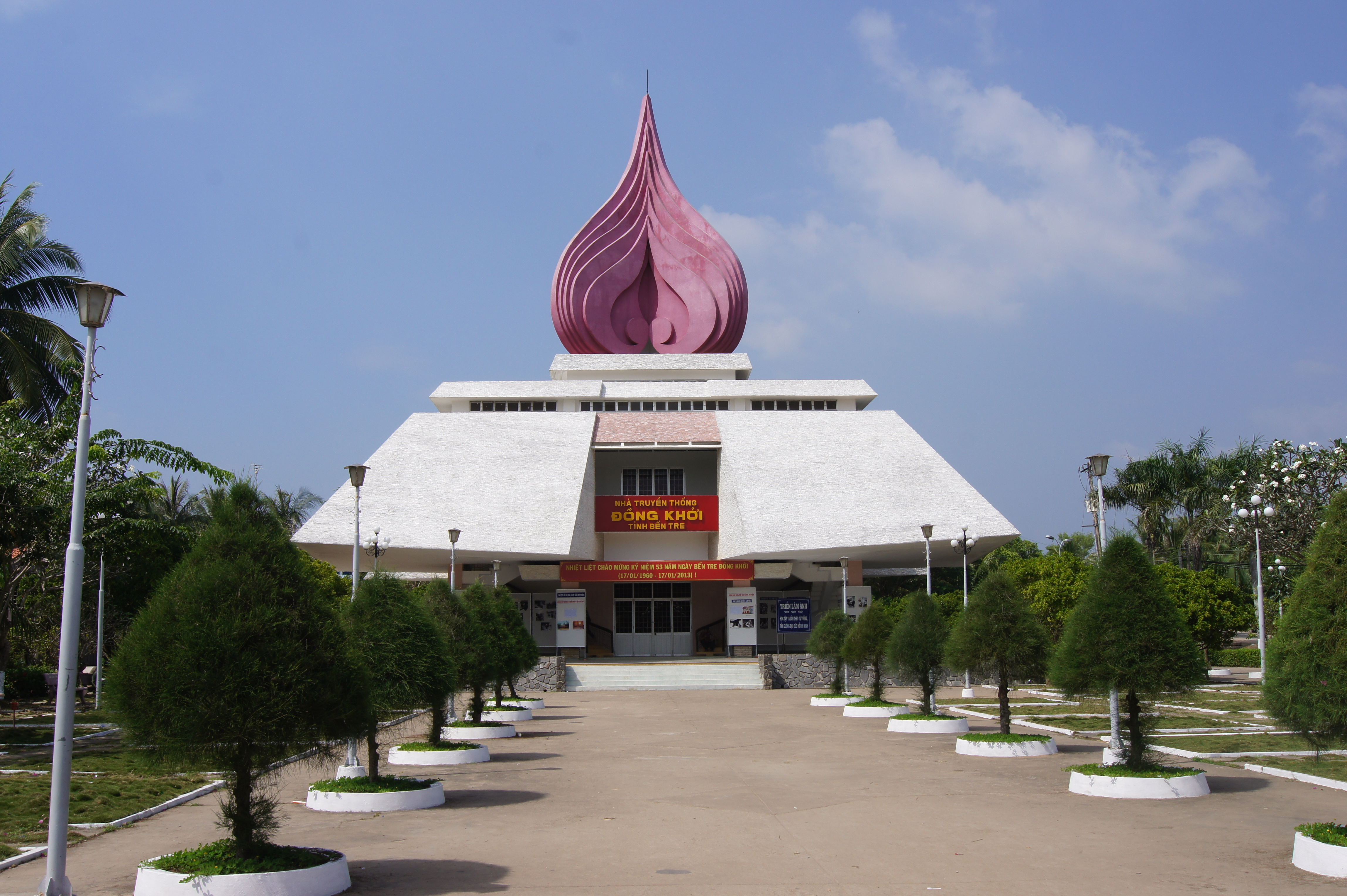
Nhà truyền thống phong trào Đồng Khởi ở huyện Mỏ Cày Nam, Bến Tre

Đồng Khởi là phong trào do những thành viên Việt Minh ở lại miền Nam Việt Nam kêu gọi nhân dân nổi dậy đồng loạt chống lại Hoa Kỳ và chính phủ Việt Nam Cộng hòa. Trước hết là những vùng nông thôn rộng lớn ở Nam Bộ và cả vùng núi Nam Trung bộ Việt Nam. Phong trào này diễn ra từ cuối năm 1959, đỉnh cao là năm 1960, nhanh chóng lan rộng khắp miền Nam làm tan rã cơ cấu chính quyền cơ sở nông thôn của chính phủ Việt Nam Cộng hòa thời kỳ Ngô Đình Diệm, dẫn đến sự thành lập của Mặt trận Dân tộc Giải phóng miền Nam Việt Nam.

## Nguyên nhân
Tháng 5 năm 1959, Ngô Đình Diệm ban hành Đạo luật 10/59 lê máy chém đi khắp Miền Nam Việt Nam, công khai "đặt Cộng sản ngoài vòng pháp luật".
Tháng 1 năm 1959, diễn ra hội nghị lần thứ 15 Ban Chấp hành Trung ương Đảng Lao động Việt Nam, đã quyết định "cho phép lực lượng cách mạng miền Nam sử dụng bạo lực để đánh đổ chính quyền Mỹ-Diệm". Kết hợp đấu tranh chính trị và đấu tranh vũ trang để lật đổ chính quyền Việt Nam Cộng hòa, cao trào diễn ra ở các địa phương: Bác Ái (02/1959), Trà Bồng (08/1959)... phong trào lan nhanh ra khắp miền Nam, đặc biệt là phong trào Đồng khởi ở tỉnh Bến Tre. Ngày 17 tháng 1 năm 1960, tại ba xã Định Thủy, Phước Hiệp, Bình Khánh thuộc huyện Mỏ Cày, tỉnh Bến Tre diễn ra cuộc biểu tình phản đối (về sau lấy ngày 17 tháng 1 là ngày kỷ niệm), sau đó lan ra các huyện Giồng Trôm, Thạnh Phú, Ba Tri... làm bộ máy chính phủ Việt Nam Cộng hòa hoang mang.
Từ Bến Tre, phong trào lan rộng ra khắp Nam Bộ, Tây Nguyên, và các nơi khác ở miền Trung. Cuối năm 1960, phong trào đã làm chủ nhiều thôn xã ở miền Nam, Tây Nguyên, và ven biển miền Trung Việt Nam.
Sự thành công của phong trào đã chiếm được nhiều vùng rộng lớn và thúc đẩy sự thành lập Mặt trận Dân tộc Giải phóng miền Nam Việt Nam (ngày 20 tháng 12 năm 1960).

## Diễn biến

### Đồng khởi Bến Tre
Đêm 2 tháng 1 năm 1960, ban lãnh đạo tỉnh Bến Tre họp tại xã Tân Trung, quyết định: "phát động một tuần lễ toàn dân đồng khởi, diệt ác ôn, phá thế kìm kẹp, giải phóng nông thôn, làm chủ ruộng vườn" và quyết định khởi nghĩa thống nhất từ ngày 17 tháng 1 đến ngày 25 tháng 1. Điểm đột phá tại cù lao Minh (gồm 3 huyện Minh Tân, Mỏ Cày, Thạnh Phú), điểm chính ở Mỏ Cày.
Rạng sáng ngày 17 tháng 1 năm 1960, theo kế hoạch đã định, cuộc Đồng khởi nổ ra đúng như dự kiến tại ba xã Định Thủy, Phước Hiệp, Bình Khánh (huyện Mỏ Cày, tỉnh Bến Tre) và kiểm soát hoàn toàn các xã sau 2 ngày. Trung đội quân giải phóng đầu tiên của Bến Tre thành lập tại vườn dừa, xã Bình Khánh.
Sau đó, phong trào chuyển hướng sang Giồng Trôm, tập trung ở các xã trọng điểm Châu Hòa, Châu Bình và Phong Mỹ dưới sự lãnh đạo của Nguyễn Thị Định.
Từ thắng lợi trên, trong vòng một tuần (17 đến 24 tháng 1), 47 xã ở Mỏ Cày, Giồng Trôm, Châu Thành, Ba Tri, Thạnh Phú nổi dậy. Lực lượng nổi dậy làm chủ nhiều ấp, trong đó hoàn toàn làm chủ 22 xã.
Trước tình hình phong trào ngày càng mở rộng, quân lực Việt Nam Cộng hòa phản kích lại. Ngày 22 tháng 2, đại đội từ Mỏ Cày tiến vào Phước Hiệp. Ngày 24 tháng 2, huy động 3.000 quân đánh vào 3 xã "điểm" (Định Thủy, Bình Khánh, Phước Hiệp). Quân dân ba xã đã dùng các vũ khí thô sơ phản kích, điển hình là súng ngựa trời. Cuộc tấn công thất bại. Từ Bến Tre, phong trào Đồng Khởi lan khắp miền Nam, làm lung lay bộ máy Việt Nam Cộng hòa tại các cấp địa phương.
Từ những thắng lợi trên, Xứ ủy Nam Bộ Đảng Lao động Việt Nam đề nghị Trung ương Đảng nâng đấu tranh vũ trang lên ngang với đấu tranh Chính trị.
Ngày 25 tháng 3 năm 1960, hơn 10.000 quân hỗn hợp thủy-bộ-biệt kích-dù tiến vào vây quét các xã "điểm" ở huyện Mỏ Cày. Trước tình hình trên, lãnh đạo Bến Tre quyết định dùng biện pháp chính trị, phát động quần chúng, đặc biệt là phụ nữ.
Tháng 3 năm 1960, hơn 7.000 phụ nữ Giồng Trôm biểu tình đòi các đơn vị quân chủ lực của chính phủ đang càn quét phải rút về vị trí cũ.
Tháng 6 năm 1960, các chi bộ của những người cộng sản quyết định phát động Đồng khởi trong toàn Nam Bộ.
Ngày 24 tháng 9 năm 1960, những người cộng sản ở Bến Tre phát động cuộc Đồng khởi lần hai. Bấy giờ, phong trào không chỉ diễn ra ở những nơi họ nghĩ là có thể thắng thế mà còn dám phát động ngay cả ở những vùng yếu khác.

### Tây Nam Bộ
Cùng thời gian với Bến Tre, tỉnh Kiến Phong (Đồng Tháp ngày nay) cũng nổi dậy. Các đại đội 272, 274 đã có các trận đánh tiêu diệt và làm bị thương 25 lính, chiếm trụ sở xã, thu súng và làm chủ xã Mỹ Hòa. Đến ngày 20 tháng 1 năm 1960 thì tỉnh Kiến Phong đã tiêu diệt, làm bị thương 165, bắt 40, giáo dục cải tạo 40 binh lính Việt Nam Cộng hòa. Một số địa điểm tiêu biểu
- Trong khi chính quyền địa phương đang lo đối phó với Mỹ Hòa thì huyện Hồng Ngự nổi dậy. Bắt đầu từ ba xã "điểm" Tân Thành, Thường Thới, Thường Phước. Đại đội 271 diệt đồn Cả Cái, giải phóng Tân Thành.
- Tại Cao Lãnh, lực lượng vũ trang xã Bình Thạnh bức rút đồn Bà Cò, làm chủ 1 ấp (thuộc xã Đốc Bình Kiều).
- Từ ngày 6 tháng 3 năm 1960, phong trào càng lan rộng ra các tỉnh:
- Tại Cà Mau, tiểu đoàn Ngô Văn Sở phục kích đánh bại, tiêu diệt và bắt sống 150 lính, thu 133 súng, giải phóng nhiều xã.
- Tại Sóc Trăng, sáu tháng đầu năm 1960, các vùng nông thôn các huyện Vĩnh Châu, Mỹ Xuyên, Gia Rai, Hồng Dân, Vĩnh Lộc với hàng chục vạn dân do những người giải phóng làm chủ.

### Đông Nam Bộ
Xứ ủy Nam Bộ sau khi kiến nghị với Trung ương Đảng Lao động nâng cao đấu tranh vũ trang đã quyết định mở một trận tiến công lớn. Mục tiêu là lấy thêm vũ khí để nhanh chóng phát triển lực lượng, mở rộng phong trào "Đồng khởi", lan sang Đông Nam Bộ.
Địa điểm được chọn là bốt Tua Hai, tiền tiêu án ngữ biên giới Việt Nam-Campuchia, nằm trên đường 22, cách thành phố Tây Ninh ngày nay 5 km về phía bắc. Lực lượng Quân lực Việt Nam Cộng hòa có 2 trung đoàn (phần lớn mới nhập ngũ), 1 chi đội thiết giáp, 1 đại đội pháo.
Lực lượng giải phóng gồm gần 1 tiểu đoàn và một số đoàn quân giáo phái tấn công ngày 26 tháng 1 năm 1960. Quân đội Việt Nam Cộng hòa thiệt hại 500 binh sĩ, 500 bị bắt sống. Lực lượng Đồng Khởi thu 1500 súng các loại.
Trận Tua Hai mở đầu cho cuộc đồng khởi ở Đông Nam Bộ. Sau Tua Hai, lực lượng giải phóng Tây Ninh gỡ 50% đồn bốt, giải phóng 24 xã và làm chủ nhiều phần tại 19 xã khác.
Ngày 16 tháng 3 năm 1961, lực lượng Tiểu đoàn 800 quân Giải phóng miền Đông Nam Bộ tấn công Chi khu quân sự Hiếu Liêm, hôm sau tấn công bốt An Lạc, hỗ trợ dân chúng các nơi nổi dậy.
Bên cạnh các hoạt động quân sự, các phong trào chính trị tại đây cũng tăng cao, điểm hình là các cuộc biểu tình thị uy của công nhân đồn điền cao su các tỉnh Biên Hòa, Bà Rịa, Thủ Dầu Một vào cuối năm 1960. Đoàn biểu tình phá hủy các trụ sở hành chính, bốt gác của quân lực Việt Nam Cộng hòa.

### Liên khu V
Do phần lớn lực lượng quân sự đã tập kết ra Bắc, lực lượng hoạt động chính trị ở các tỉnh miền trung – Tây Nguyên bị cô lập khá nhiều. Trong đạo luật Tố Cộng – Diệt Cộng, phần lớn lực lượng Việt Minh còn lại ở các tỉnh Quảng Nam, Quảng Ngãi, Bình Định và nhiều lực lượng ở Tây Nguyên bị chính quyền giết hại. Việt Minh gần như bị xóa sổ, buộc phải tự thành lập các lực lượng vũ trang nhỏ lẻ để tự vệ.
Những cuộc nổi dậy tự phát đầu tiên của nông dân người dân tộc thiểu số: Ba Na, Chăm, Răgklay... Đến cuộc khởi nghĩa lớn nhất ở Trà Bồng (Quảng Ngãi) phát động phong trào Đồng Khởi trên toàn miền nam. Các tỉnh Khu 5 thành lập liên tiếp những lực lượng vũ trang. Sau Nghị quyết trung ương 15, Bộ Chỉ huy quân sự Khu 5 thành lập do Võ Chí Công đứng đầu. Bộ Chỉ huy này hoạt động bằng những chỉ thị trực tiếp từ miền bắc và đón cán bộ vào.
Ngày 31 tháng 7 năm 1960, lực lượng vũ trang tỉnh Bình Thuận giành quyền làm chủ ở một số khu vực giáp ranh giữa đồng bằng và rừng núi, tấn công Bắc Ruộng và quận lỵ Hoài Đức. Tiêu diệt, bắt sống 300 binh sĩ. Đây là trận mở màn, trên thực tế có rất nhiều trận tấn công ở miền núi và đồng bằng. Qua các trận đánh, lực lượng tiêu hao nhanh chóng được bổ sung bằng quân số mới gia nhập, đồng thời thành lập liên tiếp các đơn vị võ trang ở từng tỉnh.
Để trả đũa, quân lực Việt Nam Cộng hòa dồn quân càn quét những lực lượng Giải phóng tại từng tỉnh. Đồng thời uy hiếp, khủng bố tinh thần người dân, giết hại dã man những người đứng đầu các cuộc Đồng Khởi ở địa phương. Trên Tây Nguyên là địa bàn ít dân, Quân đội Việt Nam Cộng hòa lập nhiều đồn bót nhằm cô lập Quân Giải phóng với các bản làng người dân tộc thiểu số. Tuy nhiên Việt Nam Cộng hòa cũng chỉ kiểm soát được các đô thị và những nơi đông dân, không giữ nổi những buôn làng đã được Việt Minh kiểm soát.

## Kết quả
Tính đến cuối năm 1960, phong trào Đồng khởi đã căn bản làm tan rã cơ cấu chính quyền cơ sở nông thôn của Việt Nam Cộng hòa. Trong 2.627 xã toàn miền Nam, Mặt trận Dân tộc Giải phóng miền Nam đã lập chính quyền tự quản ở 1.383 xã, đồng thời làm tê liệt chính phủ Việt Nam Cộng hòa ở hầu hết các xã khác. Dân số vùng giải phóng toàn miền Nam có khoảng 6,5 triệu người thuộc vùng kiểm soát của Mặt trận. Kế hoạch lập khu trù mật và chính sách "cải cách điền địa" của Ngô Đình Diệm bị thất bại nặng. Hai phần ba số ruộng đất trong Cải cách điền địa (khoảng 17 vạn héc ta) được chia lại cho người dân. Phong trào Đồng khởi ở nông thôn thúc đẩy mạnh mẽ phong trào đấu tranh chính trị ở đô thị. Trong năm 1960 ở miền Nam có 10 triệu lượt người tham gia đấu tranh chính trị, trong đó tiêu biểu nhất là phong trào đấu tranh nhân ngày 20-7-1960.
Ngày 20 tháng 12 năm 1960, Mặt trận Dân tộc Giải phóng miền Nam được thành lập, số lượng thành viên tăng nhanh, thậm chí lên gấp đôi mỗi năm. Đầu năm 1961, Quân Giải phóng miền Nam cũng được thành lập, bằng cách thống nhất các lực lượng du kích ở từng địa phương và thành lập mới những tiểu đoàn bộ đội tập trung. Hàng chục ngàn thanh thiếu niên tại miền Nam đã gia nhập Giải phóng quân mỗi năm.
Trong một báo cáo gửi Tổng thống Mỹ Kennedy, Cục Tình báo Trung ương Hoa Kỳ thừa nhận::
| “ | Một thời kỳ hết sức nghiêm trọng đối với Tổng thống Ngô Đình Diệm và Việt Nam Cộng hoà đã ở ngay trước mặt. Chỉ trong vòng 6 tháng cuối năm 1960 tình hình an ninh trong nước vẫn tiếp tục ngày càng xấu đi và nay đã lên tới mức nghiêm trọng… Toàn bộ vùng nông thôn ở phía Nam và Tây nam Sài Gòn cũng như một số vùng phía Bắc đã nằm trong quyền kiểm soát rất lớn của Việt Cộng. | ” |

Để trả đũa, Tổng thống Kennedy và Ngô Đình Diệm đề xuất ra Ấp Chiến lược. Theo đó, người dân bị cưỡng ép phải rời khỏi nơi cư trú để chuyển vào trong những khu trại do Mỹ và Việt Nam Cộng hòa xây dựng, nhằm ngăn không cho người dân có thể đi lại tiếp tế cho du kích của Mặt trận Dân tộc Giải phóng miền Nam.